# Dold tångräka
Dold tångräka (Eualus occultus) är en kräftdjursart som först beskrevs av Lebour 1936.  Dold tångräka ingår i släktet Eualus, och familjen Hippolytidae. Enligt den svenska rödlistan är arten otillräckligt studerad i Sverige. Arten förekommer i Götaland. Artens livsmiljö är havet.